# Pavel Beltioukov
Pavel Beltioukov (en russe : Павел Бельтюков), né le 10 janvier 1998, également connu sous le pseudonyme Pavel, est un joueur professionnel d'eSports russe, classé 2e au classement des tournois sur Hearthstone, en mai 2018,. 
En 2016, Beltioukov a remporté le tournoi Hearthstone de la BlizzCon, 250 000 $ et a remporté le titre de Champion du Monde Hearthstone,. Beltioukov a remporté la première épreuve du Hearthstone Championship Tour 2017 en battant James « Greensheep » Luo. 
En 2017, Beltioukov est le joueur de Hearthstone ayant le plus de gagné d'argent en tournois avec plus de 275000 $.